# جف بر
جف بر (انگلیسی: Jeff Burr) کارگردان، نویسنده و تهیه‌کننده آمریکایی است که بیشتر برای ساختن دنباله‌های فیلم‌های ترسناکی مانند ناپدری ۲ و صورت‌چرمی: کشتار با اره‌برقی در تگزاس ۳ شناخته شده است.
جف بر در ۱۰ اکتبر ۲۰۲۳ در خانه‌اش در دالتون جورجیا بر اثر سکته مغزی در ۶۰ سالگی درگذشت.

## بخشی از فیلم‌شناسی
- از یک زمزمه به یک جیغ (۱۹۸۷)
- ناپدری ۲ (۱۹۸۹)
- صورت‌چرمی: کشتار با اره‌برقی در تگزاس ۳ (۱۹۹۰)
- ادی پرسلی (۱۹۹۲)
- شب مترسک (۱۹۹۵)
- قهرمان آمریکایی (۱۹۹۷)
- جانی میستو: جادوگر پسر (۱۹۹۷)
- تولد دوباره گرگینه (۱۹۹۸)
- تباه‌کننده (۱۹۹۸)
- شهر ارواح (۱۹۹۹)
- مستقیم به تاریکی (۲۰۰۴)
- خلوتگاه شیطان (۲۰۰۶)
- رستاخیز (۲۰۱۰)
- گردباد بیگانه (۲۰۱۲)
- استاد عروسکی: کشتار بلیتزکریگ (۲۰۱۸)